# Station Zbąszynek
Station Zbąszynek is een spoorwegstation in de Poolse plaats Zbąszynek.